# Ozon
Ozon («Озо́н») — российский маркетплейс. Основан в 1998 году как интернет-магазин по продаже книг и видеокассет. Помимо торговой площадки, компания развивает экспресс-доставку товаров повседневного спроса Ozon fresh, доставку товаров из-за рубежа Ozon Global, финансовые сервисы от Ozon Банк, а также бронирование авиа- и железнодорожных билетов, отелей и туров Ozon Travel. Компания работает в России, Армении, Беларуси, Казахстане, Китае, Кыргызстане, Турции, Узбекистане, Грузии и Азербайджане.
По итогам 2024 года занимает третье место по обороту среди российских ретейлеров и одновременно третье место в рейтинге самых убыточных компаний России по мнению Forbes на 2023 год. Оборот за 2024 год составил 2,8 трлн рублей — маркетплейс доставил 1,4 млрд заказов для 56,5 млн покупателей в России и СНГ. Число продавцов на платформе — более 600 тысяч. По итогам 2022 года ассортимент составлял 250 млн товаров.
Ozon использует склады и сортировочные центры для хранения и доставки товаров. На конец 2024 года маркетплейс управлял 3,5 млн м² логистической инфраструктуры в России и СНГ (около 200 логистических объектов). Сеть пунктов выдачи развивается по партнёрской модели, работает более 60 тысяч точек.

## История

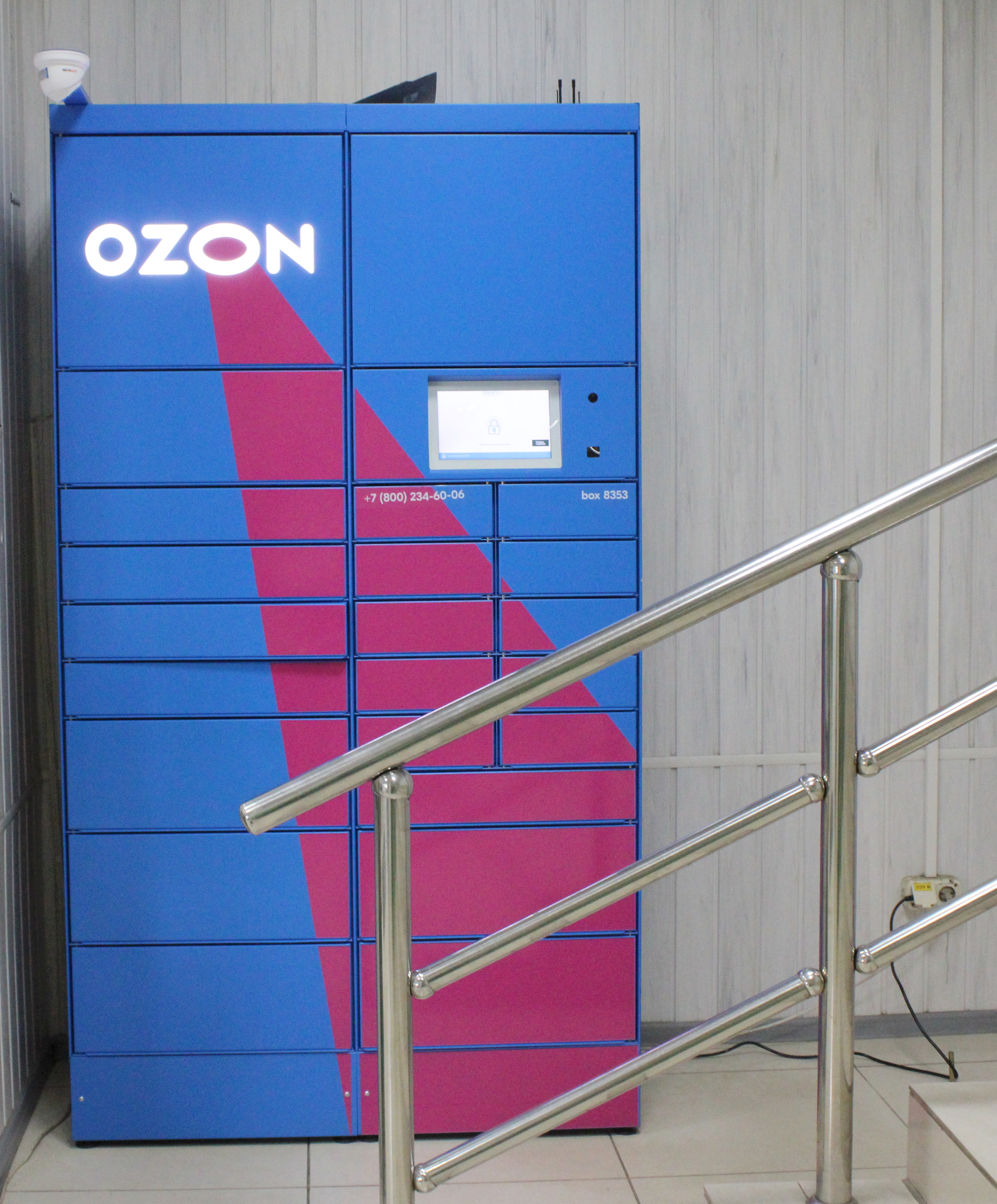
Почтомат Ozon

Решение о создании на паритетных началах полнопрофильного интернет-магазина было принято компаниями-учредителями в конце 1997 года. Магазин основан в 1998 году санкт-петербургской компанией Reksoft и издательством Terra Fantastica как торговый сервис для продажи книг и видеокассет через интернет. Созданию магазина предшествовал запуск в октябре 1997 года интерактивной библиографической базы данных Ad Verbum, на которой были отработаны способы представления информации и структуры баз данных. В начале 1998 года к Ad Verbum была добавлена также функциональность оформления заказа пользователем. Для магазина, который первых своих покупателей нашёл среди выходцев из России, живущих за рубежом, по созвучию с названием взятого за образец интернет-бизнеса Amazon было выбрано название Azon, которое вскоре преобразилось в «Озон», более понятное для пользователей и способное ассоциироваться с «газом жизни», «лёгким газом».
После дефолта 1998 года издательство Terra Fantastica не смогло продолжать участие в проекте и компания Reksoft выкупила его долю, став единственным владельцем Ozon. Быстрый рост оборота интернет-магазина осенью 1998 года вынудил компанию на ходу пересматривать использовавшиеся ранее принципы логистики, из-за чего на время перестройки и тестирования новой системы учёта и обработки заказов в октябре был приостановлен приём новых заказов (однако продолжалась отгрузка ранее сделанных заказов). Несмотря на это в ноябре был поставлен абсолютный рекорд по числу заказов и обороты сервиса (без учёта стоимости доставки заказов) выросли до 200 тысяч рублей. В этот период функции директора проекта взял на себя Дмитрий Рудаков.
30 декабря 1999 года был подписан договор с инвестиционной компанией ru-Net Holdings: инвестор выкупил дополнительную эмиссию акций компании за 1,8 млн $ и получил контрольный пакет акций. Ещё 1,2 млн $ инвестор обязался вложить в развитие бизнеса «Озона» в течение 2000 года.
В 2013 году Ozon основал свой собственный бренд бытовой техники — Travola. В конце ноября 2013 года в прессе появилась информация о том, что владелец Ozon, фонд Baring Vostok Private Equity, ищет покупателя на блокирующий пакет акций. 24 февраля 2014 года было объявлено о том, что 20 % акций Интернет-магазина приобретают АФК «Система» и МТС. В конце апреля 2014 года была объявлена сумма сделки — 150 млн $, рекордная для российского интернет-ретейла.
4 марта 2015 года пост генерального директора занял Дэнни Перекальски, бывший топ-менеджер розничной сети «Дикси». 7 декабря 2017 года пост генерального директора занял Александр Шульгин, бывший операционный директор «Яндекса». В марте 2018 года МТС инвестировала в Ozon 1,15 млрд руб., увеличив свою долю в нём с 11,2 % до 13,7 %. 4 февраля 2019 года Ozon отказался от бесплатной доставки и ввёл подписку на неё.
Доступна бесплатная доставка от 1500 рублей при заказе из мобильного приложения, а также с подпиской Ozon Premium. 24 июля 2019 года Ozon запустил в тестовом режиме доставку товаров с возможностью оставить их у двери.
В августе 2019 года Почта России и Ozon ускорили доставку для жителей 85 субъектов РФ. Благодаря интеграции цифрового сервиса Почты России и системы управления фулфилментом Ozon срок доставки в отделения Почты сократился вдвое, жители самых отдалённых территорий страны получили оперативный доступ к 2,1 млн товарных наименований. Сокращение сроков доставки повлияло на популярность покупок на Ozon: количество заказов из регионов, доставляемых через Почту России, выросло на 200 %.
6 августа 2020 года Ozon в партнёрстве с компанией «Автомир» запустил онлайн-витрину для бронирования автомобилей. Пользователь может найти автомобиль в каталоге Ozon и забронировать его. 3 ноября 2020 года стало известно, что Ozon опубликовал проспект планируемого IPO. 24 ноября 2020 года компания провела процедуру IPO на бирже NASDAQ и Московской бирже. Цена размещения составила $30 за акцию на NASDAQ, а на Мосбирже — 2277 руб. за акцию. Акции Ozon на Мосбирже выросли на 32 % в первые минуты торгов, по итогу первого торгового дня акции Ozon выросли на 45 % от цены размещения. По итогу размещения компания сообщила, что продала инвесторам 42,45 млн акций с учётом опциона организаторами листинга размером 4,95 млн акций и пакета в ходе частной сделки фонду Baring Vostok и компании АФК «Система». В результате IPO Ozon привлёк 1,273 млрд $, а за вычетом расходов — 1,2 млрд $. Bloomberg назвал IPO самым успешным для российских компаний с 2011 года.

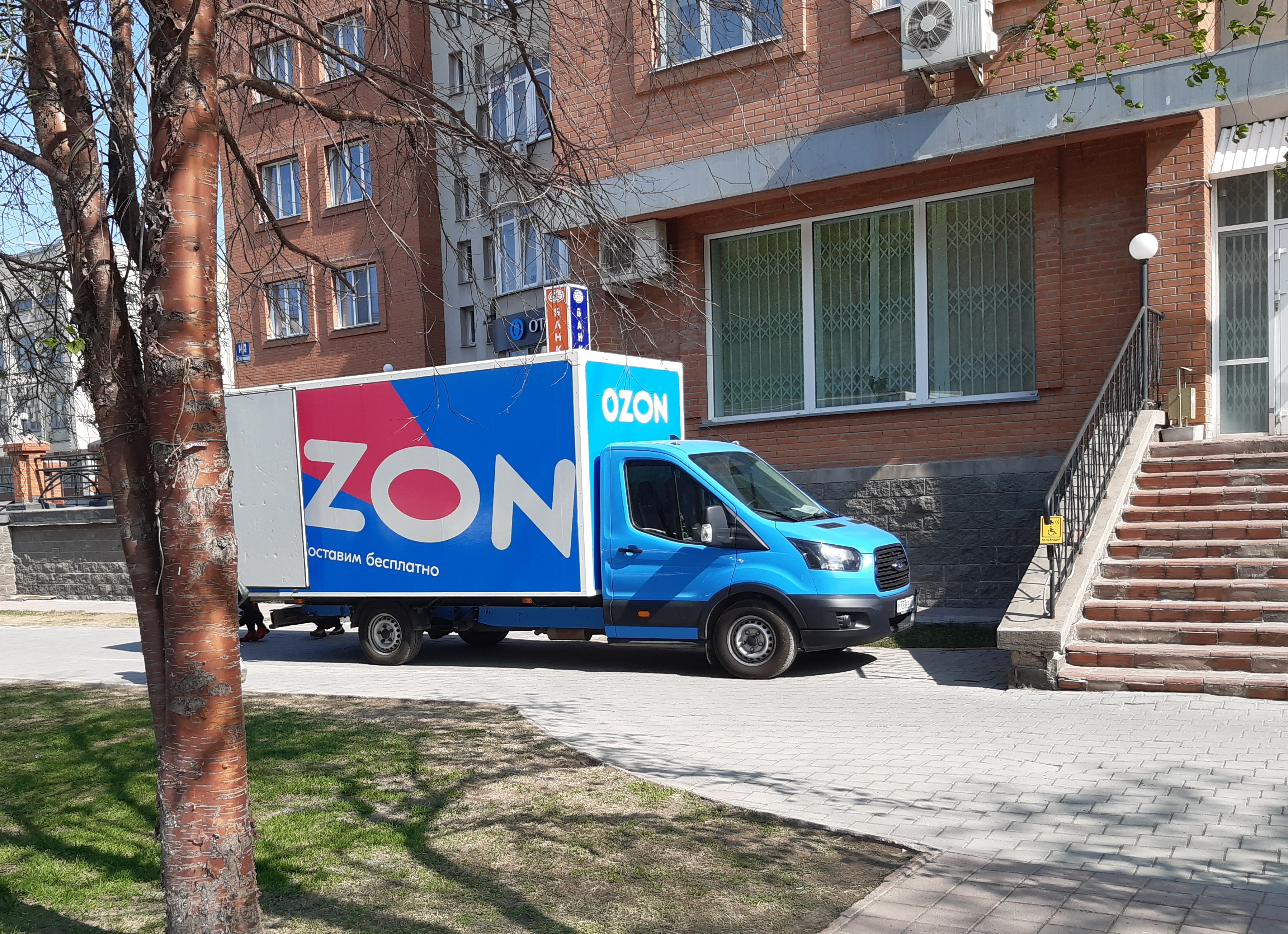
Выгрузка товаров Ozon, Новосибирск

Весной 2021 года Ozon приобрёл у Совкомбанка Оней Банк, ранее принадлежавший группе Ашан. Сумма сделки составила 615 миллионов рублей. Цель покупки — развитие финтех-направления.
В июне 2021 года Ozon и Почта России подписали меморандум о долгосрочном сотрудничестве. По соглашению Почта России снизит тарифы для продавцов на маркетплейсе, а её курьеры начнут доставлять заказы с Ozon на дом покупателям.
В марте 2022 года Ozon создал новый банк «Еком Банк» и получил универсальную банковскую лицензию, так как предыдущий Озон Банк попал под санкции из-за возможных связей с Совкомбанком. Позднее Озон Банк был исключён из санкционного списка.
11 апреля 2022 года генеральный директор компании Александр Шульгин покинул свой пост и вышел из совета директоров на фоне персональных санкций. 29 апреля 2022 года новым генеральным директором ООО «Интернет решения» стал Сергей Паньков, 12 мая 2022 года генеральным директором ООО «Озон холдинг» стал Сергей Беляков.
21 ноября 2022 года газета «Коммерсантъ» сообщила о планах маркетплейса открыть представительство в китайском городе Шэньчжэне. Таким образом онлайн-магазин хочет привлечь китайских производителей для компенсации снижения предложения из-за ухода европейских компаний.
По результатам 2022 года резко выросли продажи через Ozon некоторых категорий товаров в результате ухода из России ряда иностранных брендов. Продажи электроники выросли более чем на 200 %, детской одежды на 80 %, взрослой на 40 %.
В 2023 году на фоне дефицита кадров и роста расходов на зарплаты компания Ozon решила нанимать осуждённых, новые сотрудники займутся сбором заказов для клиентов и обработкой возвращаемых заказов на складах.
25 апреля 2023 года новым генеральным директором ООО «Интернет решения» стал Александр Гейль.
C мая 2022 по май 2023 года у компании открылся 11 601 пункт выдачи заказов.
В марте 2025 года компания запустила в Москве, Московской области и Краснодаре продажу автомобилей с пробегом от автодилеров.
В апреле 2025 года было подписано соглашение о сотрудничестве между Ozon и футбольным клубом «Краснодар» до июня 2029 года.

## Финансовое состояние
В феврале 2016 года журнал Forbes оценил стоимость компании в 680 млн $. В 2018 году компания показала самый большой рост продаж за 10 лет существования. По информации самой компании, оборот интернет-магазина вырос на 73 % до 42,5 млрд руб. с НДС. В 2019 году Ozon занял пятую позицию в рейтинге журнала Forbes «20 самых дорогих компаний Рунета-2019», а стоимость компании оценили в 694 млн $. В 2020 году занял шестое место в списке самых дорогих компаний российского сегмента сети Интернет по версии Forbes.
Более 20 лет магазин остаётся убыточным, то есть не приносит прибыли. Операционные расходы покрываются за счёт денег инвесторов.
Оборот компании за 2019 год составил 80,8 млрд руб., за 2020 год — 197,4 млрд руб., за 2021 год — 448,3 млрд руб., за 2022 год — 832,2 млрд руб.
Убыток за 2022 год достиг рекордных 58 млрд руб., из них 10,2 млрд руб. — ущерб от пожара на подмосковном складе в августе 2022 года. В 2024 году Ozon занял третье место в рейтинге наиболее убыточных российских компаний по версии Forbes (2023, МСФО) с 42,7 млрд руб. чистого убытка (в 2022 году — 58,2 млрд руб.).
Депозитарные расписки на акции Ozon Holdings PLC, размещённые в 2020 году, котировались на бирже NASDAQ и Московской бирже (входит в Индекс МосБиржи). По данным Bloomberg на 24 ноября 2020 года, рыночная капитализация Ozon достигла 7,2 млрд $ (около 546 млрд руб.). В 2022 NASDAQ приостановила торги ADS Ozon, а весной 2023 заявила о принудительном делистинге. После двух неудачных попыток обжаловать делистинг, в октябре 2023 года Ozon объявил о добровольном делистинге с NASDAQ.
В 2024 году доходы Ozon выросли на 45 % год к году, до 616 млрд рублей. Основой дохода является выручка от оказания услуг (комиссии с продавцов, рекламные услуги), которая выросла на 51 % (на 125 млрд рублей) и достигла 368,6 млрд рублей. Продажа товаров самим маркетплейсом выросла на 18 % и принесла Ozon 29 млрд рублей. При этом общий результат остаётся отрицательным и даже увеличился на 39 % (до 59 млрд рублей). Основная причина роста убытков — увеличение расходов на продажи и маркетинг (с 38 млрд рублей в 2023 году до 49 млрд в 2024) и значительное повышение процентных расходов по кредитам (с 18 до 56 млрд рублей).
Ozon объявил неаудированные финансовые результаты за 1 квартал 2025 года. Скорректированная EBITDA достигла рекордного квартального значения в 32,4 млрд рублей, а убыток сократился на 40 %. Выручка группы в I квартале увеличилась на 65 % г/г до 202,9 млрд рублей — основные драйверы: рост выручки от услуг (+68 % г/г) и процентной выручки финтеха (+185 % г/г). Рост выручки и повышение эффективности процессов позволили группе увеличить валовую прибыль: в I квартале 2025 года она выросла в 2,2 раза г/г до 47,2 млрд рублей.
Во II квартале 2025 года Ozon впервые за 28 лет существования отчитался о чистой прибыли, она составила 359 млн рублей.

## Происшествия и критика
В январе 2013 года возник скандал из-за аннулирования заказов, сделанных в рамках новогодней акции «500 рублей в подарок». Позднее компания пообещала разобраться по каждому из случаев аннуляции и связаться с пострадавшими клиентами, а также извинилась за «резкую, недифференцированную реакцию».
В ночь на 1 ноября 2021 года цены на ряд товаров были снижены более чем на 90 %. Чуть позже Ozon отменил подобные заказы, пояснив это отсутствием товара на складе и признавая технический сбой. Позднее Роспотребнадзор признал данные действия компании незаконными.
В августе 2022 года на складе компании в Истринском районе Московской области произошёл пожар, площадь которого составила 55 тыс. м². Пострадали 13 человек. В компании пообещали, что предприниматели и покупатели, пострадавшие из-за пожара, получат компенсацию. Следственный комитет России возбудил уголовное дело по факту пожара. Согласно оценкам компании, ущерб от пожара составил 10,8 млрд рублей.
В ноябре 2022 года сотрудники Ozon на складе массово заболели менингитом: 11 человек были госпитализированы.
Продавцы Ozon массово жалуются на принудительное участие в распродажах: маркетплейс самостоятельно выставляет их со скидками за счёт продавца.

## Собственники и руководство
Акционеры компании по состоянию на 2025 год:
- 31,8 % — АФК «Система»;
- 27,7 % — Александр Чачава (основатель венчурного фонда LETA Capital);
- 40,5 % — в свободном обращении.

Крупнейшим держателем акций является АФК «Система» (ей принадлежит 31,8 % акций). Ранее сообщалось, что доля в 27,7 % была приобретена структурами предпринимателя Юрия Ковальчука (до 2025 года эта доля принадлежала холдингу «Восток инвестиции», до 2024 года — Baring Vostok). Инвесторам, вошедшим в капитал компании до IPO, принадлежало 15,7 %, новым инвесторам — 18,2 %.
В 2020 году компания провела первичное размещение на NASDAQ (в 2023 году проведён делистинг). ADS компании обращаются на Московской бирже и с 31 июля 2023 года на бирже Астаны.
В декабре 2024 года акционерами было принято решение о редомициляции холдинговой компании с Кипра на остров Октябрьский в Калининграде.
Руководство Ozon осуществляет наблюдательный совет. В его состав входят ключевые представители команды топ-менеджмента Ozon. Коллегиальный орган простым большинством голосов утверждает стратегические решения по развитию и управлению операционной деятельностью.